# Gavião-ripina

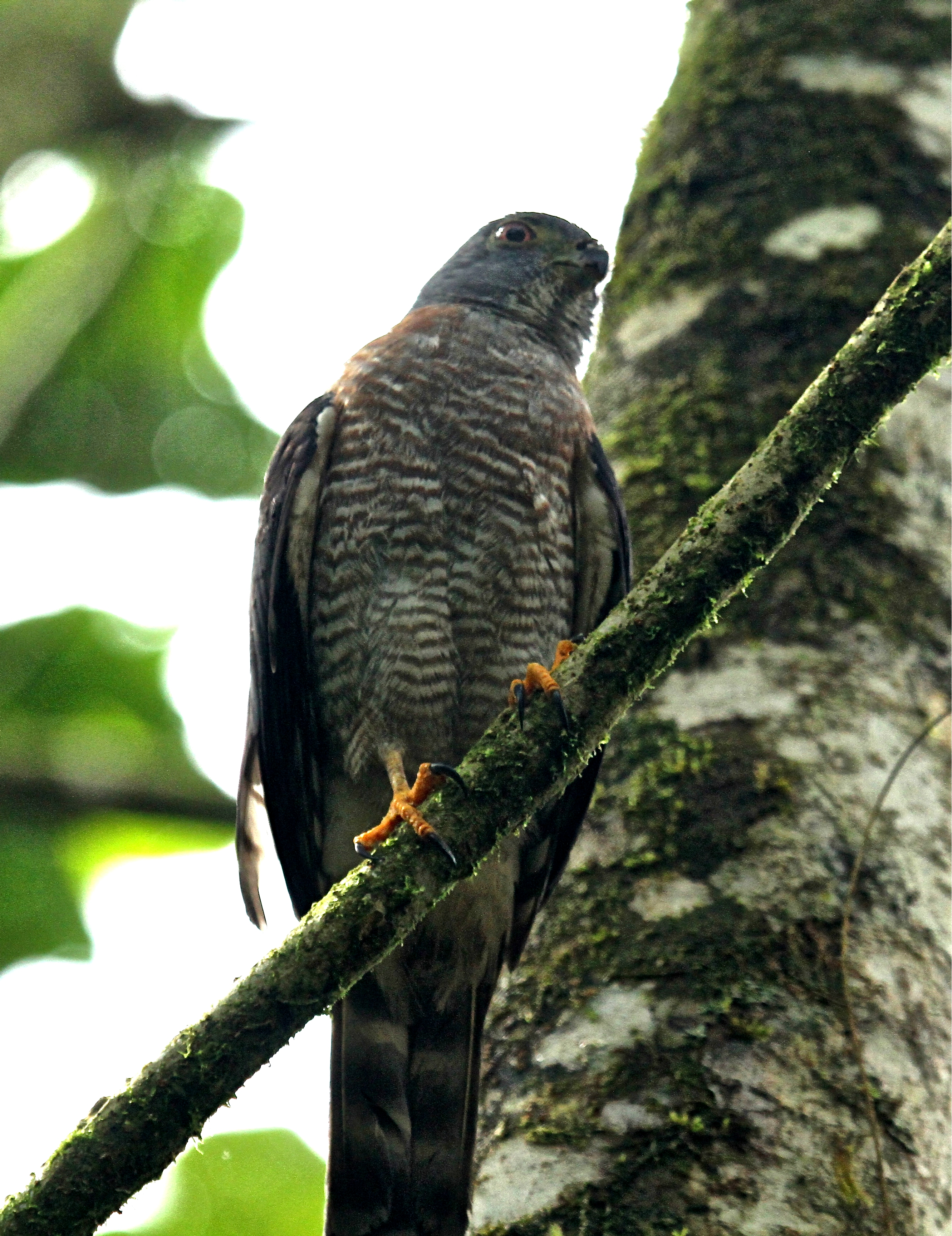
Silanche Reserve - Equador

O gavião-ripina (nome científico: Harpagus bidentatus) é uma espécie de ave de rapina da ordem accipitriformes da família Accipitridae. Ave de rapina de pequeno porte, que pode ser encontrada nas florestas de Belize, Bolívia, Brasil, Colômbia, Costa Rica, Equador, El Salvador, Guiana Francesa, Guatemala, Guiana, Honduras, México, Nicarágua, Panamá, Peru, Suriname, Trinidad e Tobago e Venezuela. Vive nas copas das árvores, de onde caçam suas presas e habitualmente fazem seus ninhos.
Os Accipitriformes e Falconiformes são as ordens que incluem as famílias de aves de rapina que possuem hábitos diurnos, portanto estes animais têm adaptações morfológicas características à predação, como garras afiadas, bico curvo e visão muito apurada. Diferentemente de outros vertebrados, que têm os músculos que agem sobre o cristalino dos olhos lisos, nestas aves de rapina essa musculatura é estriada, que pode ser caracterizada como uma condição de adaptação evolutiva. As aves da ordem Accipitriformes são consideradas muito importantes enquanto reguladoras de populações de outros animais por se alimentarem de répteis, alguns invertebrados e pequenos mamíferos. Estudos mostram que algumas espécies encontram-se em sérios riscos de extinção no Brasil, entre elas o gavião-ripina, em decorrência de diversos fatores provocados pelo homem como a redução ou até mesmo a exclusão do habitat ou ainda pela contaminação de suas presas por pesticidas utilizados na agricultura.

## Etimologia
O nome Harpagus bidentatus tem duas origens: a palavra do latim harpagus se originou do grego harpazö, que quer dizer pessoa voraz; na mitologia grega foi o nome dado a um general persa que comeu a carne do seu próprio filho; e do latim vêm as palavras bi, que quer dizer dois, duplo; e dentatus, que significa dentado, ou seja, seu segundo nome signifoca dois dentes ou bidentatus. Então a tradução do seu nome científico quer dizer voraz com dois dentes ou voraz bidentado.
O nome popular "gavião-ripina" foi selecionado como nome vernáculo técnico para a espécie pelo Comitê Brasileiro de Registros Ornitológicos (CBRO) em 2021.

## Descrição
Esta ave de rapina é pequena, uma das menores da família Accipitridae, e mede entre 33 – 38 cm de comprimento e pesa 161-230 gramas, sendo que a fêmea é um pouco maior que o macho. Quando adulto apresenta a cabeça na cor cinza escuro, seu pescoço é branco com uma listra escura na vertical, seu peito marrom-avermelhado com o que resta do ventre branco barrado de marrom-avermelhado; o dorso é marrom-escuro, sua cauda possui finas faixas claras e pernas amarelas. O animal antes de atingir sua fase adulta apresenta o dorso e cabeça marrom-escuro, com peito e barriga brancos com algumas finas linhas marrons, podendo alguns animais apresentá-lo todo branco.
As penas da parte interna de suas asas são brancas com algumas manchas escuras e bem visíveis durante o voo, fazendo com que o gavião-ripina seja uma das mais fáceis aves de rapina da Costa Rica para identificar. Possui um “dente duplo” na mandíbula superior. O padrão de plumagem e a coloração das aves de rapina têm funções comportamentais e ecológicas, que vão da escolha de um parceiro, o reconhecimento específico e sinalização social, e até na proteção através do mimetismo e da camuflagem. Dessa forma os desenhos da plumagem e as cores estão diretamente ligados ao clima, comportamento e habitat do animal.

## Habitat/Comportamento
O gavião-ripina é um pássaro arisco e discreto, uma ave residente e bastante comum nas florestas de altitude média e baixa da América Central. Os seus habitats naturais são: florestas subtropicais ou tropicais úmidas de baixa altitude e florestas subtropicais ou tropicais úmidas de alta altitude. No Brasil vive na região amazônica e Mata Atlântica, ocorrendo em estados brasileiros em populações separadas de Pernambuco ao Rio de Janeiro, passando pela Bahia e Minas Gerais. Vive na parte superior da floresta nas copas das árvores e costuma planar alto durante as horas que manhã em que está mais quente; frequentemente é observado sozinho, aos pares, ou eventualmente em trio, sendo um dos animais um jovem. Tem o habito de seguir alguns primatas em sua áreas de sua distribuição e até bandos mistos de aves para capturar pequenas presas que se espantam com o deslocamentos destas espécies.
Em Belize pode ser encontrado longe e perto da costa. Em Trinidad e Tobago ele é encontrado em poleiros altos, abertos, ou voando um pouco abaixo do nível da copa, e ocasionalmente indo mais alto, mas em outras áreas é mais comum encontrá-lo empoleirado no interior da floresta em níveis um pouco mais baixos. 
Na Costa Rica, esta espécie prefere zonas úmidas, que ocorrem nas fronteiras florestais, por vezes entrando em florestas densas, e é frequentemente encontrada em árvores em áreas mais abertas da floresta. 
No Panamá ocorre principalmente em áreas de florestas densas, mas também em locais onde as árvores têm um bom crescimento, e também estão presentes em bosques e em fronteiras florestais. 
Na Venezuela é encontrado em áreas parcialmente limpas na borda das estradas madeireiras, em poleiros com uma visão aberta na altura do dossel ou inferior. 
No Suriname ocorre em florestas e bordas florestais do interior e também na área de savanas e até mesmo nos cumes de areia na região litoral. 
Na Guatemala é raramente encontrado nas terras baixas do Cararibe e no Petén. Essas aves são consideradas como um residente de reprodução nas ilhas e terras baixas e sopé da encosta atlântica. 
No Equador as duas subespécies são encontradas em planícies, o bidentatus ao leste e o fasciatus a oeste. 
Na Colômbia, esta espécie é bastante comum na região de Santa Marta. Sua maior incidência acontece em áreas que podem chegar até 1 538 metros de altitude. 
No Peru é comum em florestas, é incomum em floresta transitória e em terras altas em Cocha Cashu no Parque Nacional de Manu. Pouco frequente em florestas úmidas de várzea a leste dos Andes e ocasionalmente ocorre na zona subtropical para 2 500 m de altitude

## Caça/Dieta
As aves de rapina utilizam muitos modos diferentes de estratégias de caça, o que classifica as espécies em dois tipos: as de busca e as de ataque. Cada espécie adaptou um método adequado para caçar tipos específicos de presas e também ao local em que vive. O gavião-ripina na maioria das vezes caça de um ponto de onde tem visão privilegiada das suas possíveis presas, sendo este o método de caçar de rapinantes mais utilizado no mundo, pois gasta-se menos energia na busca de seu alimento. Neste método, a ave permanece empoleirada no alto de uma árvore, e no momento propício mergulha em direção à presa, em distâncias que variam em alguns metros. Se ao examinar a área onde está empoleirada a ave nada encontra, ela pode voar para verificar uma área de um novo poleiro. Pode às vezes voar rasante e vagarosamente à procura de suas presas. A base principal de sua dieta é de pequenas serpentes, lagartos e insetos, e ocasionalmente caça pequenos mamíferos e aves para complementar sua dieta. É um caçador oportunista, muitas vezes empoleirando-se perto de grupos de macacos, a fim de capturar presas espantadas pelos grandes mamíferos.

## Reprodução
Como é característico do comportamento reprodutivo das espécies de accipitrídeos, a maioria vive em casais monogâmicos, sendo muito territoriais defendendo toda a área em torno de onde constrói seu ninho. Seus ninhos são construídos com gravetos e ramos e forrados com algum material mais macio, como folhas ou ervas, sempre no alto das arvores, podendo variar em altura que vão de 7 metros os mais baixos a 33 metros os mais altos. Sua postura varia entre 1 e 2 ovos, que são brancos com manchas marrons, e a incubação dura de 42 a 45 dias. A responsabilidade da construção do ninho na maior parte é da fêmea, assim como a incubação. Os filhotes ficam sob os cuidados dos pais por cerca de 60 dias e o macho fornece a maioria das caças como alimentação à fêmea durante este período.

## Subespécies
Harpagus bidentatus bidentatus: ocorre desde a Colômbia, Equador, Bolívia, Amazônia até a Região Sudeste do Brasil;
Harpagus bidentatus fasciatus: habita o México, oeste da Colômbia e Equador, América Central até o Panamá.

## Conservação
Por ser bastante comum na maioria das áreas em que habita, muitas vezes é negligenciado. É categorizado como uma espécie de "menor preocupação" por BirdLife International. No entanto, a fragmentação das florestas de tabuleiro, o processo de desmatamento ocorrido durante a colonização na costa brasileira e ainda com a expansão da agricultura, fizeram com que restassem apenas algumas áreas remanescentes do habitat dessa espécie ao longo de toda a região costeira do estado do Rio de Janeiro até os estados do nordeste. Atualmente, a Mata Atlântica foi reduzida a cerca de 10% de sua área original, em áreas isoladas de diferentes tamanhos. Na Bahia, existem poucas áreas ainda preservadas, ocasionando a significativa redução da espécie no estado e fazendo com que esta ave esteja ameaçada de extinção no Estado da Bahia.